# Psyrassa aliena
Psyrassa aliena är en skalbaggsart som först beskrevs av Linsley 1934.  Psyrassa aliena ingår i släktet Psyrassa och familjen långhorningar.
Artens utbredningsområde är Belize. Inga underarter finns listade i Catalogue of Life.